# Skamania
Skamania est une communauté non incorporée du comté de Skamania dans l’État de Washington aux États-Unis. 